# Balsorano
Balsorano (nápolyiul: Balz'rana) község (comune) Olaszország Abruzzo régiójában, L’Aquila megyében.

## Fekvése
A megye déli részén fekszik. Határai: Collelongo, Pescosolido, San Vincenzo Valle Roveto, Sora, Veroli és Villavallelonga.

## Története
Első említése a 10. századból származik. A középkor során az Albai Grófság része volt. 1806-ban lett önálló községközpont amikor a Nápolyi Királyságban felszámolták a feudalizmust. Az 1915-ös avezzanói földrengésben épületeinek nagy része elpusztult. Újjáépítése során alakult ki a mai modern arculata.

## Népessége
A népesség számának alakulása:

## Főbb látnivalói
- Castello Piccolomini
- Santissima Trinità-templom
- Sant'Angelo-templom
- Santa Maria dei Sassi-templom